# Redneck Rampage
Redneck Rampage ist ein 1997 erschienener Ego-Shooter im Comic-Stil, der von Xatrix Entertainment und 1997 von Interplay veröffentlicht wurde.

## Handlung und Spielprinzip
Im imaginären Hickston, Arkansas, USA wohnen zwei Farmer, von denen einer (Leonard) vom Spieler gesteuert wird. Eine plötzliche Alien-Invasion beginnt: Die Außerirdischen entführen das Lieblings-Schwein von Leonard und klonen seine unmittelbaren Nachbarn (unter anderem Coot und Billy) tausendfach. Diese stellen sich jetzt mit Schrotflinte und Revolver dem Spieler in den Weg, der durch viele Levels hindurch eine Aktion zur Rettung seines Lieblings-Schweins unternimmt.
Das Spiel macht sich klischeehaft über die Rednecks, das heißt Angehörige der ländlichen Unterschicht (besonders in den
Südstaaten), lustig. Zudem sind die Spielelemente vergleichsweise „abgedreht“: So greifen einen später Domina-Aliens im Latex-Dress an, die aus ihren Brüsten feuern. Ein BH-Schnellfeuergewehr kann der Spieler später auch aufsammeln und selber nutzen. Es gibt noch einen Kreissägenblatt-Werfer, einen abgehackten Alien-Arm, der als Plasmawaffe fungiert, und Dynamitstangen in einer Armbrust, die als Raketenwerfer-Ersatz dienen. Als Gesundheits-Auffrischer gibt es Alkohol (Whiskey, Bier) und Speckschwarten, zudem selbst gebrannten Schnaps (sogenannter Moonshine) als Adrenalinverstärker. Anders als in anderen Spielen mit der Build-Engine beendet man die Levels hier nicht, indem man am Ende einen Schalter betätigt, sondern indem man seinem Freund Bubba mit der Brechstange auf den Kopf haut.

## Technik
Redneck Rampage basiert auf der Build-Engine, einer Grafik-Engine von 3D Realms, die diese bereits für Duke Nukem 3D verwendet hatten.
Das Spiel unterstützte als reines DOS-Spiel sehr hohe Auflösungen über VESA und die Levels waren vergleichsweise groß.

## Versionen
Neben der regulären Vollversion Redneck Rampage, für deren deutsche Lokalisierung lediglich das Handbuch und die Verpackung übersetzt wurde (der Text im Spiel und die Sprachausgabe blieben englisch), kamen in den USA zwei Versionen mit geringerem Umfang auf den Markt: The Early Years spielte nur die ersten 5 Level plus 8 Mehrspieler-Level. Es befand sich hingegen der komplette Umfang auf der CD, dieser konnte online freigeschaltet werden. Possum Bayou enthielt die ersten 7 Level und damit die komplette erste Episode.
Redneck Rampage wurde am 30. September 1997 auf den Index gesetzt, die automatische Listenstreichung erfolgte im September 2022.

## Erweiterungen, Nachfolger und Spin-offs
Für Redneck Rampage gab es ein zusätzliches Sprachpaket namens Cuss-Pack (englisch „Schimpfwort-Paket“), das die ohnehin schon vulgäre Sprache des Spiels noch zusätzlich mit Schimpfworten ergänzte. Es konnte für den symbolischen Preis von 1 $ von der Website von Interplay heruntergeladen werden. Dieser Dollar musste mit Kreditkarte gezahlt werden, die Bezahlung diente als Altersnachweis.
Für Redneck Rampage wurde ein Add-on namens Suckin’ Grits On Route 66 veröffentlicht. Dies stammte wie auch viele Add-ons für Duke Nukem 3D von Sunstorm Interactive.
Einen regulären Nachfolger bekam das Spiel mit Redneck Rampage Rides Again!. In diesem konnte man u. a. ein Sumpfboot und eine Harley steuern. Wie sein Vorgänger wurde der Titel im Oktober 1998 indiziert und wurde im September 2023 wieder von der Liste jugendgefährdender Spiele gestrichen.
Es kamen zwei Spin-offs heraus: In Redneck Deer Huntin’ musste man Wild jagen. Es basierte ebenfalls auf der BUILD-Engine und war eine Jagdsimulationen, die vorwiegend in den USA beliebt sind. In Deutschland wurde das Spiel als Deer Stalker veröffentlicht. Des Weiteren existiert Off-Road Redneck Racing, ein Rennspiel mit Pick-ups und Buggys.
Die Lizenzrechte für die Redneck-Rampage-Reihe wurde im Juli 2004 von Vivendi Universal für etwa 300.000 US-Dollar erworben. Im April 2009 wurde bekannt, dass die Markenrechte an Redneck Rampage nun beim amerikanischen Entwickler Blizzard Entertainment liegen. Mehrere ehemalige Entwickler der Spielereihe sind derzeit ebenfalls bei Blizzard beschäftigt.

## Entwicklung
Entwickelt wurde das Spiel durch Xatrix Entertainment – welche später auch für Kingpin verantwortlich zeichneten – unter der Leitung von Drew Markham. Xatrix benannten sich später in Gray Matter Interactive um und waren dann unter anderem für Return to Castle Wolfenstein verantwortlich. Gray Matter wurde 2002 von Activision gekauft und 2005 in das Entwicklungsstudio Treyarch eingefügt. Redneck Rampage erschien bei Interplay Productions.

## Rezeption
Redneck Rampage sei ansehnlich und verknüpfe 3D-Action mit voyeuristischer Brutalität, wodurch es schneller an Reiz verliere und nicht jedermanns Geschmack treffe. Die witzige ländliche Umgebung komme nicht an das zuvor erschienene Duke Nukem 3D heran. Dadurch, dass die Bewaffnung der Gegner sehr stark sei, sei der Schwierigkeitsgrad erhöht. Da gelegentlich mit unscheinbaren Sprites interagiert werden muss, die schwer von der Kulisse unterscheidbar seien, käme es oft zu Missverständnissen.